# إمبراطورية جولوف
كانت إمبراطورية جولوف (بالفرنسية: دجولوف أو ديولوف)، والمعروفة أيضًا باسم وولوف أو إمبراطورية وولوف، إحدى دول غرب إفريقيا التي حكمت أجزاء من السنغال بين عامي 1350 و1549. كانت الولايات التابعة لها مستقلةً بالكامل أو بحكم المستقلة في الواقع بعد معركة دانكي في عام 1549؛ تُعرف اليوم باسم مملكة جولوف.

## تاريخها المبكر
تبعت دولة جولوف الجديدة -التي سميت على اسم مقاطعتها المركزية حيث يقيم الملك- إمبراطورية مالي خلال معظم تاريخها المبكر.:381 ظلت جولوف خاضعةً لنفوذ تلك الإمبراطورية حتى النصف الأخير من القرن الرابع عشر، بعد نشوب نزاع على الخلافة في عام 1360 بين سلالتين متنافستين داخل السلالة الملكية لإمبراطورية مالي، فأصبحت دولة جولوف مستقلةً بشكل نهائي. يكشف الفحص الدقيق للهيكل الاجتماعي والسياسي لإمبراطورية جولوف أنه من الممكن أن بعض مؤسساتها على الأقل قد تشبهت بشكل مباشر، أو طُورت بشكل مشابه لمؤسسات إمبراطورية مالي.

## المجتمع في إمبراطورية جولوف
وصل البرتغاليون إلى إمبراطورية جولوف بين عامي 1444 و1510 وقدموا روايات تفصيلية حول النظام السياسي المتقدم للغاية في جولوف. تأسست إمبراطورية جولوف على نظام هرمي متطور يضم طبقات مختلفة من النبلاء الملكيين وغير الملكيين، والرجال الأحرار، والطبقات المهنية، والعبيد. تضمنت الطبقات المهنية كل من الحدادين، وصائغي المجوهرات، والدباغين، والخياطين، والموسيقيين، والشعراء (أو ما عُرف بالغريوت وهو مؤرخ وراوي قصص وشاعر وموسيقي). أثر الحدادون على المجتمع بشكل كبير لقدرتهم على صنع أسلحة الحرب، بالإضافة إلى ثقة المجتمع في حكمهم العادل عند توسطهم في النزاعات. وظفت كل عائلة مهمة في المجتمع «غريوتًا» للعمل كمؤرخ أو مستشار، وبدونهم لضاع الكثير من تاريخ جولوف المبكر. تميز نبل طبقات مجتمع جولوف بالأرواحية الاسمية، ولكن دمج البعض النبل في ذلك المجتمع مع الإسلام. لم يهيمن الإسلام على مجتمع جولوف حتى القرن التاسع عشر. :26

## النساء في إمبراطورية جولوف
نادرًا ما سُمح بالزواج متغاير الطبقات، على الرغم من وجود العديد من الطبقات الاجتماعية آنذاك. لم يُسمح للمرأة أن تتزوج من رجل من طبقة أرقى؛ في حال الزواج، لم يرث الأطفال منزلة والدهم المرموقة. ومع ذلك، كان للمرأة بعض التأثير في الحكومة. كانت الـ «لينغر» أو الملكة الأم في قمة الهرم النسائي في جولوف، وأثرت تأثيرًا كبيرًا في سياسة الإمبراطورية. امتلكت الملكة الأم عدة قرى عملت في زراعة البساتين، ولطالما قدمت هذه القرى جزيةً مباشرةً لها. وُجد أيضًا رئيسات أخريات تتمثل مهمتهن الرئيسية في الفصل في القضايا المتعلقة بالنساء. سُمح للمرأة بالسعي للوصول إلى منصب بور وحكم الدولة في ولاية والو في أقصى شمال الإمبراطورية.

## تواصلها مع أوروبا
أقامت إمبراطورية جولوف ومملكة البرتغال علاقات تجارية سلمية بعد العلاقة العدائية بينهما في بادئ الأمر. كانت إمبراطورية جولوف في أوج قوتها في ذلك الوقت، وبسط البور سلطته على ولايات مالينكي على الضفة الشمالية لغامبيا، بما في ذلك نيومي وباديبو ونياني وولي. حكم الأمير بيموي الإمبراطورية باسم أخيه بور بيراو في ثمانينيات القرن التاسع عشر، ونقل مقر الحكومة إلى الساحل للاستفادة من الفرص الاقتصادية الجديدة بعد أن أغرته التجارة البرتغالية. عارض أمراء آخرون هذه السياسة، وقتلوا البور في عام 1489. هرب الأمير بيموي، ولجأ إلى البرتغاليين الذين أخذوه إلى لشبونة. تبادل الهدايا مع الملك جواو الثاني وتعمد هناك. أرسل جواو الثاني قوة استكشافية تحت قيادة قائد برتغالي لإعادة الأمير إلى عرش جولوف، آملًا في تسليم عرش المملكة إلى حليف مسيحي. تمثل الهدف من الحملة في تنصيب بيموي على العرش واحتلال الحصن عند مصب نهر السنغال، ولكن لم يتحقق أي من الهدفين. أدى نزاع بين القائد والأمير إلى اتهام قائد القوة لبيموي بالخيانة ومن ثم قتله.

## حقبتها الأخيرة
ظلت إمبراطورية جولوف قوةً لا يستهان بها داخل المنطقة على الرغم من النزاعات الداخلية فيها. كانت الإمبراطورية قادرةً على إرسال 100 ألف جندي من المشاة و10 آلاف فارس إلى ساحة أي معركة في أوائل القرن السادس عشر. زرعت آمال التجارة الأطلسية بذور تدمير الإمبراطورية. ما أدى إلى قيام إمبراطورية جولوف العظيمة كان السبب في تمزيقها عمليًا. على سبيل المثال، جلبت التجارة الساحلية ثروةً إضافيةً للإمبراطورية، ولكن حصل حكام الولايات الساحلية على الحصة الرئيسية من الفوائد، ما أدى في نهاية المطاف إلى تقويض القوة الضئيلة امتلكها الإمبراطور وانهيارها. تأثرت الإمبراطورية أيضًا بمسألة القوى الخارجية، مثل تفكك إمبراطورية مالي. سمح تراجع سيطرة مالي على إمبراطوريتها النائية -بفضل نمو إمبراطورية سونغهاي- لجولوف بأن تصبح إمبراطوريةً بحد ذاتها. بدأت لاحقًا النزاعات في الشمال بالانتشار إلى مناطق جولوف الشمالية. قاد دينجيلا كولي قوةً عظيمةً من الفولانيين والماندينكانيين في فوتا تورو في عام 1513، واستولى على جولوف وأسس سلالته فيها. بدأ كولي حملته بعد التمرد الفاشل الذي قاده ضد إمبراطورية سونغاي، ومن المحتمل أنه قد قرر العمل ضد إمبراطورية جولوف كخيار بديل لمحاربة إمبراطورية سونغاي أو ماندينكا.